# سوپر لیگ آسه‌آن
سوپر لیگ آسه‌آن یک رقابت بین‌المللی فوتبال پیشنهادی بین تیم‌های باشگاهی داخلی بود که توسط فدراسیون فوتبال آسه‌آن اداره می‌شد. در ابتدا قرار بود در سال ۲۰۱۷ آغاز شود. در ژانویه ۲۰۱۷ اعلام شد که ممکن است تا سال ۲۰۱۸ یا بعد از آن تاخیر وجود داشته باشد.
در ژوئن ۲۰۱۷ اعلام شد که این رقابت به هیچ وجه برگزار نخواهد شد.

## واکنش‌ها
جرمین پنانت، بازیکن تامپینس روفرز در سال ۲۰۱۶ گفت: «فکر نمی‌کنم اگر بهترین بازیکنان و بهترین تیم‌ها به لیگ دیگری فرستاده شوند، برای فوتبال سنگاپور سودی داشته باشد، فکر نمی‌کنم هواداران از آن قدردانی کنند." صحبت‌های او توسط هم تیمی‌اش، رفیق یونس به اشتراک گذاشته شد.
تونکو اسماعیل سلطان ابراهیم، ولیعهد جوهور و رئیس باشگاه سوپر لیگ مالزی جوهور دارالتعظیم، گفت: "من با سوپر لیگ موافق نیستم. فکر می کنم ما [فوتبال جنوب شرق آسیا] هنوز جوان هستیم و باید روی نحوه انجام آن در اروپا تمرکز کنید. در حال حاضر، لیگ قهرمانان آسیا بالاترین هدف است. سوپر لیگ واقعاً فنجان چای من نیست."
در آوریل ۲۰۱۶، نیوین چیدچوب، سرمربی بوریرام یونایتد نیز گفت: "به سادگی، من از ایده سوپرلیگ آسه آن حمایت نمی‌کنم و فکر نمی‌کنم از منظر رقابتی یا سازمانی کار کند. شرایط تجاری و سرمایه گذاری به اندازه کافی خوب نیست، منظورم این است که آنها از باشگاه‌های کوچک می‌خواهند که ۵ میلیون دلار آمریکا (۶.۷ میلیون دلار سنگاپور) بپردازند، اما این باشگاه‌ها چقدر می‌توانند در این لیگ پیشنهادی برنده شوند؟»